# 麴子韑
麴子韑（?—?），南北朝时麹氏高昌王子，高昌昭武王麹嘉第五子。
麴子韑官至镇西将军。高昌《重光寺铭》是北魏员外散骑常侍、冠军将军、广平司空仲豫为镇西将军交河麴子韑作，称麴子韑是当时的国王麴子坚的亲弟。后有章和二年（532年）出临交河郡之语。《记寺田园界之碑》，写有麴子韑官爵。背首为：“和平九年辛未岁（551年）八月二十九日。”末为：“延昌十年（570年）庚寅岁谨树玄碑，用传不朽。”